# Heteropogon holcocephaloides
Heteropogon holcocephaloides är en tvåvingeart som beskrevs av Lindner 1955. Heteropogon holcocephaloides ingår i släktet Heteropogon och familjen rovflugor.
Artens utbredningsområde är Tanzania. Inga underarter finns listade i Catalogue of Life.